# Petkelejärvi
Petkelejärvi är en sjö i Finland. Den ligger i kommunen Birkala i landskapet Birkaland, i den södra delen av landet, 150 km nordväst om huvudstaden Helsingfors. Petkelejärvi ligger 126 meter över havet. Arean är 2,4 hektar och strandlinjen är 0,64 kilometer lång. Sjön  ingår i Kumo älvs huvudavrinningsområde.   I omgivningarna runt Petkelejärvi växer i huvudsak blandskog.